# رولف لاسگورد
رولف هولگر لاسگورد (سوئدی: Rolf Holger Lassgård؛ زادهٔ ۲۹ مارس ۱۹۵۵) یک بازیگر اهل سوئد است.
از فیلم‌ها یا برنامه‌های تلویزیونی که وی در آن نقش داشته است، می‌توان به زیر خورشید، طوفان، شکارچیان، تیر و کمان سنگی، بعد از عروسی، سگ‌های ریگا و مردی به نام اوه اشاره کرد.